# John de Courcy
Sir Juan de Courcy o De Courci (1150-septiembre de 1219) fue un caballero anglo-normando que llegó a Irlanda en 1176 y participó en la invasión de la isla que habían comenzado en 1169 por parte de Ricardo de Clare y Dermot MacMurrough. Desde su llegada y hasta su expulsión en 1204, conquistó un territorio considerable, patrocinando establecimientos religiosos y construyendo abadías para las órdenes benedictina y cistercienses, y fortalezas como el castillo de Dundrum en el condado de Down y el castillo de Carrickfergus en Antrim.

## Primeros años en Irlanda

Escudo de armas de la familia de Courcy en Irlanda.

John de Courcy, de Stoke Courcy (Somerset), llegó a Irlanda alrededor de 1171 como parte de las fuerzas invasoras normandas, traídas como mercenarios al servicio de Diarmaid Mac Murchadha, el derrocado rey de Leinster quien buscaba recuperar su posición. 
John era muy ambicioso y quería tener tierras propias, por lo que decidió invadir el norte de Irlanda, controlado por dinastías irlandesas. A principios de enero de 1177, reunió un pequeño ejército de 22 caballeros y 300 soldados de infantería y marchó desde Dublín hacia el norte, a una velocidad de 48 kilómetros por día. Rodearon la parte posterior de las montañas de Mourne y tomaron por sorpresa la ciudad de Dún Dá Leathghlas (ahora Downpatrick). Después de dos feroces batallas, en febrero y junio de 1177, de Courcy derrotó al último rey de Ulaid, Ruaidhrí Mac Duinnshléibhe. Todo esto lo hizo sin el permiso del rey Enrique II de Inglaterra.
Después de conquistar el este de Úlster, estableció su cabecera en Carrickfergus, donde construyó un impresionante castillo de piedra. Otros monasterios y castillos que construyó son la Abadía cisterciense de Inch, cerca de Downpatrick, y de Dundrum. Inch, o Iniscourcy fue construida como un acto de arrepentimiento tras la destrucción en 1177 de la abadía de Erenagah, uno cinco kilómetros al sur. Fue poblada con monjes procedentes de la Abadía de Furness de Lancashire, junto con algunos de los antiguos frailes de Erenagh.
En 1183, De Courcy proveyó con generosas donaciones a los benedictinos de Chester en Inglaterra, para el establecimiento de un priorato en la Catedral de Down, libre de toda subyugación a la catedral de Chester. El mismo fue destruido por un terremoto en 1245. También construyó una célula —establecimiento religioso— para los benedictinos en St. Andrews en los Ards (Abadía de Black) para las casas de Stoke Courcy en Somerset y Lonlay en Francia, que estaban cerca de Inishargy, Kircubbin (actualmente condado de Down). El antiguo monasterio irlandés de Nendrum fue cedido a la casa benedictina de St. Bees en Cumberland, para que también pudieran establecer una célula. En 1193 su esposa, Affreca, fundó el monasterio cisterciense de Gray Abbey, condado de Down, como casa hija de Holm Cultram (Cumberland).
También hizo incursiones en el oeste para aumentar su territorio y señorío. En 1188 invadió Connacht, pero fue repelido, y al año siguiente saqueó Armagh.

## Carrera posterior
Después del ascenso de Ricardo I de Inglaterra en 1189, De Courcy junto a William de Lacy parecen haber ofendido al rey de alguna manera con su proceder en Irlanda. De Lacy rápidamente hizo las paces con el rey, mientras que De Courcy lo desafió, llevando a una duradera riña entre este último y la familia De Lacy. En 1199, Hugh de Lacy, hijo menor de su padre con el mismo nombre, fue autorizado por el rey Juan I a librar la guerra contra John de Courcy, capturándolo en 1204. Un relato de su captura aparece en el Libro de Howth —escrito del político y noble irlandés Christopher St Lawrence. Este muestra por qué Juan tenía la reputación de ser un guerrero fuerte y temeroso de Dios:

Se le ordenó a sir Hugh de Lacy que hiciera lo que pudiera para aprehender y capturar a sir John de Courcy, y así también se le armó y brindó consejos de algunos de los propios hombres de sir John, sobre cómo podría hacerse; y ellos dijeron que no era posible capturarlo, ya que vivía siempre con su armadura, a menos que fuera un Viernes Santo y dijeron que su costumbre era que ese día no usaría escudo, arnés ni arma, sino que estaría en la iglesia, arrodillado ante sus oraciones, después de haber recorrido la iglesia cinco veces a pies descalzos. Y así fueron tras él de repente, y no tuvo más opción que valerse con el poste de la cruz, y se defendió hasta que este se rompió y asesinó a trece de ellos antes de ser capturado.

En mayo de 1205, el rey Juan nombró a Hugh conde de Úlster, otorgándole toda la tierra de la provincia «tal cual la poseía John de Courcy el día en que Hugh lo derrotó». John de Courcy regresó, navegando a través del mar de Irlanda desde la Isla de Man en julio de 1205 con soldados nórdicos y un centenar de barcos suministrados por su cuñado, Ragnold, rey de Mann. John y su ejército aterrizaron en Strangford y sitiaron el castillo de Dundrum en vano, porque las defensas que él mismo había construido eran demasiado fuertes. El rey Juan encarceló entonces a John de Courcy, y lo puso en libertad cuando se "persignó" para ir en una peregrinación a Tierra Santa. De Courcy pasó el resto de su vida en la pobreza y murió en la oscuridad a las afueras de lo que ahora es Craigavon.

## En la literatura
Alrededor de 1205, Felipe Augusto, rey de Francia, propuso dirimir las diferencias entre Francia e Inglaterra mediante combate entre dos campeones. El rey francés nombró a su campeón, pero el rey Juan no tuvo a quien elegir con suficiente valor excepto a De Courcy. La historia de la victoria de De Courcy y de su honra al ser vitoreado en presencia del rey es retratada en el capítulo 12 de El príncipe y el mendigo de Mark Twain.
En su libro La ciudad de Saint Patrick, Anthony M. Wilson dijo sobre John de Courcy:

Giraldus, un contemporáneo, nombra a John de Courcy como uno de los cuatro grandes hombres, un héroe de su tiempo. Goddard Orpen, el respetado historiador de la invasión normanda de Irlanda, claramente admiraba a este destacado hombre que primero estableció una base de poder en Úlster y luego dominó todo el país. Su conspicuo lugar en la historia de Irlanda está asegurado. La gente del Úlster moderno pueden considerarlo como una contraparte de Guillermo el Conquistador en Inglaterra, el hombre que trajo Úlster, aunque por la fuerza, a la corriente principal de la ley, la religión y la cultura europea.

Los habitantes de Downpatrick deben considerarlo y honrarlo como el fundador de su ciudad. Llegó como un inglés foráneo, un invasor extranjero y, mediante ese proceso tan a menudo efectivo en el mismo aire de Irlanda, se convirtió en un verdadero irlandés. Él personalmente acogió y promovió la fama y el honor de San Patricio y vinculó el nombre de la ciudad y de la abadía con el nombre del santo patrón. Además de la abadía benedictina en la colina, fundó otros tres monasterios cerca de la ciudad y creó en las colinas de Down una ciudad, tanto monástica como mercantil, de la que tanto los ciudadanos medievales como los del siglo XX pueden estar orgullosos.

## Familia

### Ascendencia
El bisabuelo de De Courcy, Richard de Curci, aparece en el Libro Domesday. Su abuelo, William de Courcy I, se casó con Emma de Falaise. Su padre, William de Courcy II (fallecido en c. 1155), se casó con Avice de Meschines; este dejó las propiedades familiares en Somerset y otras partes de Inglaterra a su hijo, William de Courcy III, hermano mayor de John. Perteneció a una familia que tomó su nombre del poblado de Courcy (Calvados). 

### Matrimonio
Se casó con Affreca, hija de Godred II Olafsson, rey de Mann y quien había rendido homenaje al rey de Noruega. No hay registro que la pareja haya tenido hijos. Affreca construyó un monasterio en Greyabbey, dedicado a Santa María del yugo de Dios. Está enterrada allí y aún se conserva su efigie de piedra.